# Costantino da Vaprio
Costantino da Vaprio (fl. XV secolo) è stato un pittore italiano del Rinascimento attivo tra il 1453 e il 1482.

## Biografia
Nacque da un Giovanni di una famiglia nota anche come degli Zenoni (o Zenone), originario di Vaprio d'Adda. Alcune fonti dichiarano che Costantino nacque a Milano o Pavia
Nel 1453, è documentato come patrocinato dal duca Francesco Sforza. È documentato nel 1461 come al lavoro nel Duomo di Pavia. Nel 1475, sembra condividere l'alloggio con Giacomino Vismara, Bonifacio Bembo e Zanetto Bugatto nella parrocchia di Santa Maria in Pertica a Pavia. Intorno al 1477, stava lavorando con Vismara, Bembo e Vincenzo Foppa per una grande pala d'altare (non più esistente) da collocare nella cappella del Castello Visconteo. Rimangono poche opere attribuite a Costantino, tra cui frammenti di affreschi della chiesa di Santa Chiara di Milano e un santo monaco nel Museo Civico di Lodi.